# Żywica poliestrowa
Żywice poliestrowe – grupa żywic syntetycznych, których głównym składnikiem są różnego rodzaju poliestry. Najczęściej spotykane są dwuskładnikowe nienasycone żywice poliestrowe, w których proces sieciowania zachodzi w temperaturze pokojowej i jest oparty na rodnikowo inicjowanej reakcji między wiązaniami wielokrotnymi węgiel–węgiel występującymi w strukturze tych substancji.
Nienasycone żywice poliestrowe służą m.in. do ręcznego laminowania. Są też stosowane jako składniki kitów, szpachli, klejów, mieszanek do formowania wytłoczek i mieszanek, z których formuje się elementy galanterii przez sieciowanie w formach.